# Rehovot
Rehovot (hebreiska: רחובות) är en ort i Israel.   Den ligger i distriktet Centrala distriktet, i den centrala delen av landet. Rehovot ligger 47 meter över havet och antalet invånare är 108 900.
Terrängen runt Rehovot är platt, och sluttar västerut.Runt Rehovot är det mycket tätbefolkat, med 1 573 invånare per kvadratkilometer. Närmaste större samhälle är Ashdod, 19,0 km sydväst om Rehovot. Runt Rehovot är det i huvudsak tätbebyggt.